# Великочураковський сільський округ
Великочурако́вський сільський округ (каз. Большой Чураков ауылдық округі, рос. Большечураковский сельский округ) — адміністративна одиниця у складі Алтинсаринського району Костанайської області Казахстану. Адміністративний центр — село Велика Чураковка.
Населення — 1954 особи (2021; 2678 у 2009, 3828 у 1999, 5319 у 1989).
Станом на 1989 рік існували Великочураковська сільська рада (села Велика Чураковка, Новоніколаєвка, Осиповка) та Приозерна сільська рада (село Приозерне, селища Казахський, Кубековка), з 1993 року — Великочураковський сільський округ та Приозерний сільський округ. 2019 року Приозерний сільський округ розділений на Кубековську сільську адміністрацію та Приозерну сільську адміністрацію; ліквідовано Кубековську сільську адміністрацію та Приозерну сільську адміністрацію, території увійшли до складу Великочураковського сільського округу.

## Склад
До складу округу входять такі населені пункти:
| Населений пункт        | Старі назви | Населення, осіб (1989) | Населення, осіб (1999) | Населення, осіб (2009) | Населення, осіб (2021) |
| ---------------------- | ----------- | ---------------------- | ---------------------- | ---------------------- | ---------------------- |
| Велика Чураковка, село | -           | 3167                   | 2011                   | 1647                   | 1443                   |
| Казахське, село        | Казахський  | 85                     | 65                     | -                      | -                      |
| Кубековка, село        | -           | 232                    | 220                    | 137                    | 82                     |
| Новоніколаєвка, село   | -           | 303                    | 257                    | 177                    | 106                    |
| Осиповка, село         | -           | 285                    | 279                    | 253                    | 72                     |
| Приозерне, село        | -           | 1247                   | 996                    | 464                    | 251                    |